# Tournoi de Toulon 2012
 (avril 2025).
Navigation
Édition précédente Édition suivante
Le tournoi de Toulon 2012 est la quarantième édition du tournoi de Toulon qui a lieu à Toulon et dans le reste du sud-est de la France, du 23 mai 2012 au 1er juin 2012. Il est remporté par le Mexique.

## Préparation de l'évènement

### Villes et stades retenus
| Ville             | Stade                       | Capacité | Matches |
| Aubagne           | Stade de Lattre de Tassigny | 1 500    | 2       |
| Hyères            | Stade Perruc                | 1 410    | 4       |
| La Seyne-sur-Mer  | Stade Victor-Marquet        | 3 000    | 1       |
| Le Lavandou       | Stade municipal             | 2 400    | 2       |
| Nice              | Stade du Ray                | 18 696   | 2       |
| Saint-Raphaël     | Stade de l'Estérel          | 2 000    | 2       |
| Avignon           | Parc des Sports             | 17 518   | 2       |
| La Valette-du-Var | Stade Vallis Laeta          |          | 1       |

## Acteurs du tournoi

### Équipes qualifiées
Huit équipes participent à la compétition. La France est qualifiée d'office en tant que pays organisateur. Les sept autres équipes présentes au tournoi de Toulon se qualifient en passant par une phase qualificative préliminaire. L'équipe championne l'an dernier est qualifiée d'office pour la phase finale.
Les huit sélections présentes au tournoi de Toulon 2012 sont les suivantes :
- Japon
- Biélorussie
- Égypte
- France[1]
- Maroc
- Pays-Bas
- Mexique
- Turquie

## Déroulement de la phase finale

### Premier tour

#### Groupe A
| Rang | Équipe   | Pts | J | G | N | P | Bp | Bc | Diff |
| ---- | -------- | --- | - | - | - | - | -- | -- | ---- |
| 1    | Pays-Bas | 6   | 3 | 2 | 0 | 1 | 6  | 3  | +3   |
| 2    | Turquie  | 4   | 3 | 1 | 1 | 1 | 3  | 2  | +1   |
| 3    | Égypte   | 4   | 3 | 1 | 1 | 1 | 4  | 6  | -2   |
| 4    | Japon    | 3   | 3 | 1 | 0 | 2 | 5  | 7  | -2   |

     Équipe qualifiée ou victorieuse ; Pts = points ; J = joués ; G = gagnés ; N = nuls ; P = perdus ;

Bp = buts pour ; Bc = buts contre ; Diff = différence de buts
| 23 mai 2012 | Turquie                    | 2 – 0 | Japon | Stade Perruc, Hyères                      |                                           |
| 17:45       | Oiwa 56e (csc) · Tozlu 74e |       |       | Arbitrage : Jérôme Efong Nzolo (Belgique) | Arbitrage : Jérôme Efong Nzolo (Belgique) |
| 17:45       | Rapport                    |       |       | Arbitrage : Jérôme Efong Nzolo (Belgique) | Arbitrage : Jérôme Efong Nzolo (Belgique) |

| 23 mai 2012 | Égypte  | 0 – 3 | Pays-Bas                                     | Stade Perruc, Hyères                          |                                               |
| 20:00       |         |       | Barazite 23e · Rienstra 67e · ten Voorde 77e | Arbitrage : Ricardo Arellano Nieves (Mexique) | Arbitrage : Ricardo Arellano Nieves (Mexique) |
| 20:00       | Rapport |       |                                              | Arbitrage : Ricardo Arellano Nieves (Mexique) | Arbitrage : Ricardo Arellano Nieves (Mexique) |

| 25 mai 2012 | Japon                                | 3 – 2 | Pays-Bas                    | Stade de l'Estérel, Saint-Raphaël            |                                              |
| 17:45       | Saito 5e · Ibusuki 43e · Ogihara 73e |       | Gouriye 2e · ten Voorde 46e | Arbitrage : Siarhei Tsynkevich (Biélorussie) | Arbitrage : Siarhei Tsynkevich (Biélorussie) |
| 17:45       | Rapport                              |       |                             | Arbitrage : Siarhei Tsynkevich (Biélorussie) | Arbitrage : Siarhei Tsynkevich (Biélorussie) |

| 25 mai 2012 | Égypte    | 1 – 1 | Turquie  | Stade de l'Estérel, Saint-Raphaël         |                                           |
| 20:00       | Gaber 71e |       | Güral 4e | Arbitrage : Jérôme Efong Nzolo (Belgique) | Arbitrage : Jérôme Efong Nzolo (Belgique) |
| 20:00       | Rapport   |       |          | Arbitrage : Jérôme Efong Nzolo (Belgique) | Arbitrage : Jérôme Efong Nzolo (Belgique) |

| 27 mai 2012 | Japon         | 2 – 3 | Égypte                             | Le Grand Stade, Le Lavandou        |                                    |
| 18:10       | Usami 41e 48e |       | Eid 31e · Mohsen 37e · Soliman 73e | Arbitrage : Mounir Mabrouk (Maroc) | Arbitrage : Mounir Mabrouk (Maroc) |
| 18:10       | Rapport       |       |                                    | Arbitrage : Mounir Mabrouk (Maroc) | Arbitrage : Mounir Mabrouk (Maroc) |

| 27 mai 2012 | Pays-Bas   | 1 – 0 | Turquie | Stade Vallis Laeta, La Valette-du-Var         |                                               |
| 18:10       | Alberg 10e |       |         | Arbitrage : Ricardo Arellano Nieves (Mexique) | Arbitrage : Ricardo Arellano Nieves (Mexique) |
| 18:10       | Rapport    |       |         | Arbitrage : Ricardo Arellano Nieves (Mexique) | Arbitrage : Ricardo Arellano Nieves (Mexique) |

#### Groupe B
| Rang | Équipe      | Pts | J | G | N | P | Bp | Bc | Diff |
| ---- | ----------- | --- | - | - | - | - | -- | -- | ---- |
| 1    | France      | 7   | 3 | 2 | 1 | 0 | 8  | 4  | +4   |
| 2    | Mexique     | 6   | 3 | 2 | 0 | 1 | 7  | 7  | 0    |
| 3    | Maroc       | 2   | 3 | 0 | 2 | 1 | 5  | 6  | -1   |
| 4    | Biélorussie | 1   | 3 | 0 | 1 | 2 | 2  | 5  | -3   |

     Équipe qualifiée ou victorieuse ; Pts = points ; J = joués ; G = gagnés ; N = nuls ; P = perdus ;

Bp = buts pour ; Bc = buts contre ; Diff = différence de buts
| 24 mai 2012 | Maroc                             | 3 – 4 | Mexique                                | Stade de Lattre, Aubagne           |                                    |
| 17:40       | Qasmi 28e · Labyad 43e 79e (pen.) |       | Feddal 7e (csc) · Fabián 34e 58e 80+3e | Arbitrage : Yudai Yamamoto (Japon) | Arbitrage : Yudai Yamamoto (Japon) |
| 17:40       | Rapport                           |       |                                        | Arbitrage : Yudai Yamamoto (Japon) | Arbitrage : Yudai Yamamoto (Japon) |

| 24 mai 2012 | Biélorussie       | 1 – 3 | France                                     | Stade de Lattre, Aubagne              |                                       |
| 20:00       | Drahun 49e (pen.) |       | de Préville 8e · Mulumba 59e · Makengo 72e | Arbitrage : Danny Makkelie (Pays-Bas) | Arbitrage : Danny Makkelie (Pays-Bas) |
| 20:00       | Rapport           |       |                                            | Arbitrage : Danny Makkelie (Pays-Bas) | Arbitrage : Danny Makkelie (Pays-Bas) |

| 26 mai 2012 | Biélorussie | 0 – 0 | Maroc | Stade du Ray, Nice             |                                |
| 17:45       |             |       |       | Arbitrage : Sham Omar (Égypte) | Arbitrage : Sham Omar (Égypte) |
| 17:45       | Rapport     |       |       | Arbitrage : Sham Omar (Égypte) | Arbitrage : Sham Omar (Égypte) |

| 26 mai 2012 | France                                    | 3 – 1 | Mexique    | Stade du Ray, Nice                 |                                    |
| 20:00       | Germain 9e · de Préville 13e · Landre 60e |       | Fabián 35e | Arbitrage : Yudai Yamamoto (Japon) | Arbitrage : Yudai Yamamoto (Japon) |
| 20:00       | Rapport                                   |       |            | Arbitrage : Yudai Yamamoto (Japon) | Arbitrage : Yudai Yamamoto (Japon) |

| 28 mai 2012 | Biélorussie | 1 – 2 | Mexique          | Le Grand Stade, Le Lavandou    |                                |
| 18:00       | Sivakov 44e |       | Fabián 59e 80+3e | Arbitrage : Sham Omar (Égypte) | Arbitrage : Sham Omar (Égypte) |
| 18:00       | Rapport     |       |                  | Arbitrage : Sham Omar (Égypte) | Arbitrage : Sham Omar (Égypte) |

| 28 mai 2012 | France                          | 2 – 2 | Maroc                     | Stade Marquet, La Seyne               |                                       |
| 18:00       | Trebel 23e · Makengo 51e (pen.) |       | Frikeche 54e · Feddal 71e | Arbitrage : Danny Makkelie (Pays-Bas) | Arbitrage : Danny Makkelie (Pays-Bas) |
| 18:00       | Rapport                         |       |                           | Arbitrage : Danny Makkelie (Pays-Bas) | Arbitrage : Danny Makkelie (Pays-Bas) |

### Tableau final
Dans le tableau suivant, une victoire après prolongation est indiquée par (a.p.) et une séance de tirs au but par (t.a.b.).
|  | Demi-finales                            | Demi-finales                            |                        |   | Finale                              | Finale                              |
|  | Demi-finales                            | Demi-finales                            |                        |   | Finale                              | Finale                              |
|  |                                         |                                         |                        |   |                                     |                                     |
|  | 30 mai 17h30 - Parc des Sports, Avignon | 30 mai 17h30 - Parc des Sports, Avignon |                        |   | 1er juin 21h - Stade Perruc, Hyères | 1er juin 21h - Stade Perruc, Hyères |
|  | 30 mai 17h30 - Parc des Sports, Avignon | 30 mai 17h30 - Parc des Sports, Avignon |                        |   | 1er juin 21h - Stade Perruc, Hyères | 1er juin 21h - Stade Perruc, Hyères |
|  | Pays-Bas                                | 2                                       |                        |   | 1er juin 21h - Stade Perruc, Hyères | 1er juin 21h - Stade Perruc, Hyères |
|  | Pays-Bas                                | 2                                       |                        |   | 1er juin 21h - Stade Perruc, Hyères | 1er juin 21h - Stade Perruc, Hyères |
|  | Mexique                                 | 4                                       |                        |   | 1er juin 21h - Stade Perruc, Hyères | 1er juin 21h - Stade Perruc, Hyères |
|  | Mexique                                 | 4                                       | Mexique                | 3 |                                     |                                     |
|  | 30 mai 20h - Parc des Sports, Avignon   |                                         | Mexique                | 3 |                                     |                                     |
|  |                                         | Turquie                                 | 0                      |   |                                     |                                     |
|  | France                                  | Turquie                                 | 0                      | 0 |                                     |                                     |
|  | France                                  |                                         |                        | 0 |                                     |                                     |
|  | Turquie                                 | 1                                       |                        |   |                                     |                                     |
|  | Turquie                                 | 1                                       | Match pour la 3e place |   |                                     |                                     |
|  |                                         |                                         |                        |   |                                     |                                     |
|  | 1er juin 18h30 - Stade Peruc, Hyères    |                                         |                        |   |                                     |                                     |
|  |                                         |                                         |                        |   |                                     |                                     |
|  | Pays-Bas                                | 3                                       |                        |   |                                     |                                     |
|  | Pays-Bas                                | 3                                       |                        |   |                                     |                                     |
|  | France                                  | 2                                       |                        |   |                                     |                                     |
|  | France                                  | 2                                       |                        |   |                                     |                                     |

#### Demi-finales
| 30 mai 2012 | Mexique                                              | 4 – 2   | Pays-Bas           | Parc des Sports, Avignon                    |                                             |
| 17:30       | Herrera 14e · Ramírez 52e · Jiménez 54e · Fabián 78e | (1 – 2) | van Haaren 10e 19e | Arbitrage : iarhei Tsynkevich (Biélorussie) | Arbitrage : iarhei Tsynkevich (Biélorussie) |
| 17:30       | Rapport                                              |         |                    | Arbitrage : iarhei Tsynkevich (Biélorussie) | Arbitrage : iarhei Tsynkevich (Biélorussie) |

| 30 mai 2012 | Turquie         | 1 – 0   | France | Parc des Sports, Avignon           |                                    |
| 20:00       | Köse 19e (pen.) | (1 – 0) |        | Arbitrage : Mounir Mabrouk (Maroc) | Arbitrage : Mounir Mabrouk (Maroc) |
| 20:00       | Rapport         |         |        | Arbitrage : Mounir Mabrouk (Maroc) | Arbitrage : Mounir Mabrouk (Maroc) |

#### Match pour la troisième place
| 1er juin 2012 | Pays-Bas                                     | 3 - 2   | France                        | Stade Perruc, Hyères                          |                                               |
| 18:30         | Wijnaldum 3e · Barazite 38e · ten Voorde 80e | (2 - 0) | de Préville 73e · Germain 79e | Arbitrage : Ricardo Arellano Nieves (Mexique) | Arbitrage : Ricardo Arellano Nieves (Mexique) |
| 18:30         | Rapport                                      |         |                               | Arbitrage : Ricardo Arellano Nieves (Mexique) | Arbitrage : Ricardo Arellano Nieves (Mexique) |

#### Finale
| 1er juin 2012 | Mexique                             | 3 - 0   | Turquie | Stade Perruc, Hyères                      |                                           |
| 21:00         | Ramírez 26e · Mier 71e · Pulido 78e | (1 - 0) |         | Arbitrage : Jérôme Efong Nzolo (Belgique) | Arbitrage : Jérôme Efong Nzolo (Belgique) |
| 21:00         | Rapport                             |         |         | Arbitrage : Jérôme Efong Nzolo (Belgique) | Arbitrage : Jérôme Efong Nzolo (Belgique) |

### Classement final
| Rang               | Pays        | J | V | N | D | Bp | Bc | Diff |
| ------------------ | ----------- | - | - | - | - | -- | -- | ---- |
| Médaille d'or      | Mexique     | 5 | 4 | 0 | 1 | 14 | 9  | +5   |
| Médaille d'argent  | Turquie     | 5 | 2 | 1 | 2 | 4  | 5  | -1   |
| Médaille de bronze | Pays-Bas    | 5 | 3 | 0 | 2 | 11 | 9  | +2   |
| 4.                 | France      | 5 | 2 | 1 | 2 | 10 | 8  | +2   |
| 5.                 | Égypte      | 3 | 1 | 1 | 1 | 4  | 6  | -2   |
| 6.                 | Japon       | 3 | 1 | 0 | 2 | 5  | 7  | -2   |
| 7.                 | Maroc       | 3 | 0 | 2 | 1 | 5  | 6  | -1   |
| 8.                 | Biélorussie | 3 | 0 | 1 | 2 | 2  | 5  | -3   |

### Statistiques individuelles

#### Buteurs
7 buts
- Marco Fabián

3 buts
- Nicolas de Préville
- Rick ten Voorde

2 buts
| - Valère Germain - Terence Makengo - Takashi Usami | - Cándido Ramírez - Zakaria Labyad | - Nacer Barazite - Ricky van Haaren |

1 but
| - Stanislaw Drahun - Mikhail Sivakov - Ahmed Eid - Omar Gaber - Marwan Mohsen - Salah Soliman - Loïck Landre - Rémi Mulumba - Adrien Trebel | - Hiroshi Ibusuki - Takahiro Ogihara - Manabu Saito - Zouhair Feddal - Ryane Frikeche - Yacine Qasmi - Héctor Herrera - Raúl Jiménez - Hiram Mier | - Alan Pulido - Roland Alberg - Ninos Gouriye - Ben Rienstra - Giliano Wijnaldum - Emre Güral - Tevfik Köse - Eren Tozlu |

But contre son camp
- Kazuki Oiwa (contre la Turquie)
- Zouhair Feddal (contre le Mexique)

#### Récompenses
- Meilleur joueur :  Héctor Miguel Herrera
- Deuxième meilleur joueur :  Nampalys Mendy
- Troisième meilleur joueur :  Tevfik Köse
- Révélation du tournoi :  Ricky Van Haaren
- Meilleur gardien de but :  Nick Marsman et  Ertuğrul Taşkıran
- Prix spécial :  Ben Rienstra
- Meilleur buteur :  Marco Fabián
- Le plus beau geste :  Adrien Trebel
- Plus jeune finaliste :  Cándido Ramírez
- Fair play :  Pays-Bas